# رودنون (مقاطعة تشرام)
رودنون (بالفارسية: رودنون) هي قرية تقع في قسم تشرام الريفي (مقاطعة تشرام) في إيران. يقدر عدد سكانها بـ 0 نسمة بحسب إحصاء 2016.